# Oceans Ate Alaska
Oceans Ate Alaska — британський металкор-гурт з Бірмінгема, заснований у 2010 році. Гурт був підписаний на лейблі Fearless Records і відомий тим, що «об'єднує кордони між різними жанрами в сучасному металі» і «поєднує непередбачувані поліритми і спорадичне партнерство мелодійних і дисонуючих пасажів». Оригінальний вокаліст Джеймс Гаррісон придумав назву гурту, назвавши його на честь землетрусу в затоці Літуя 1958 року і мегацунамі, яке поглинуло одну з заток Аляски.

## Історія
Гурт Oceans Ate Alaska був заснований у 2010 році студентами Бірмінгемського університету Джеймсом Гаррісоном, Джеймсом «Джібсом» Кеннеді, Джошем Солтхаусом, Алексом Хердлі та Крісом Тернером. Гурт випустив перший сингл «Taming Lions» 4 серпня, а 26 серпня — другий сингл «Clocks», який супроводжувався відеокліпом і вийшов на лейблі Great Escape Records. 7 травня 2012 року гурт випустив дебютний мініальбом Into the Deep на лейблі Vagrant Records, а пізніше того ж року перевипустив його на Density Records. 2 квітня гурт випустив відеокліп на пісню «To Catch a Flame» з нового мініальбому. 13 листопада гурт випустив фізичне видання мініальбому Into the Deep завдяки своєму новому лейблу Density.
7 жовтня 2014 року гурт оголосив, що підписав контракт з лейблом Fearless Records і випустить дебютний альбом у 2015 році. Разом з оголошенням гурт також випустив першу пісню з нового альбому, «Blood Brothers».
12 листопада гурт оголосив, що буде представлений в альбомі-збірці Fearless Records Punk Goes Pop 6 з кавером на пісню Бейонсе «Drunk in Love».
6 січня 2015 року вийшов другий сингл і титульний трек з нового альбому, «Floorboards», а через три дні гурт випустив гітарну версію треку. 19 січня гурт випустив відео, в якому детально розповідається про історію створення нового альбому Lost Isles.
27 січня 2015 року гурт випустив кліп на третій сингл з альбому, «Vultures and Sharks».
Гурт випустив дебютний альбом Lost Isles 24 лютого 2015 року.
11 травня гурт випустив відеокліп на пісню «High Horse». Через три дні було оголошено, що Oceans Ate Alaska відіграють свій перший тур Сполученими Штатами влітку 2015 року в рамках Node Tour гурту Northlane разом з Like Moths to Flames і In Hearts Wake.

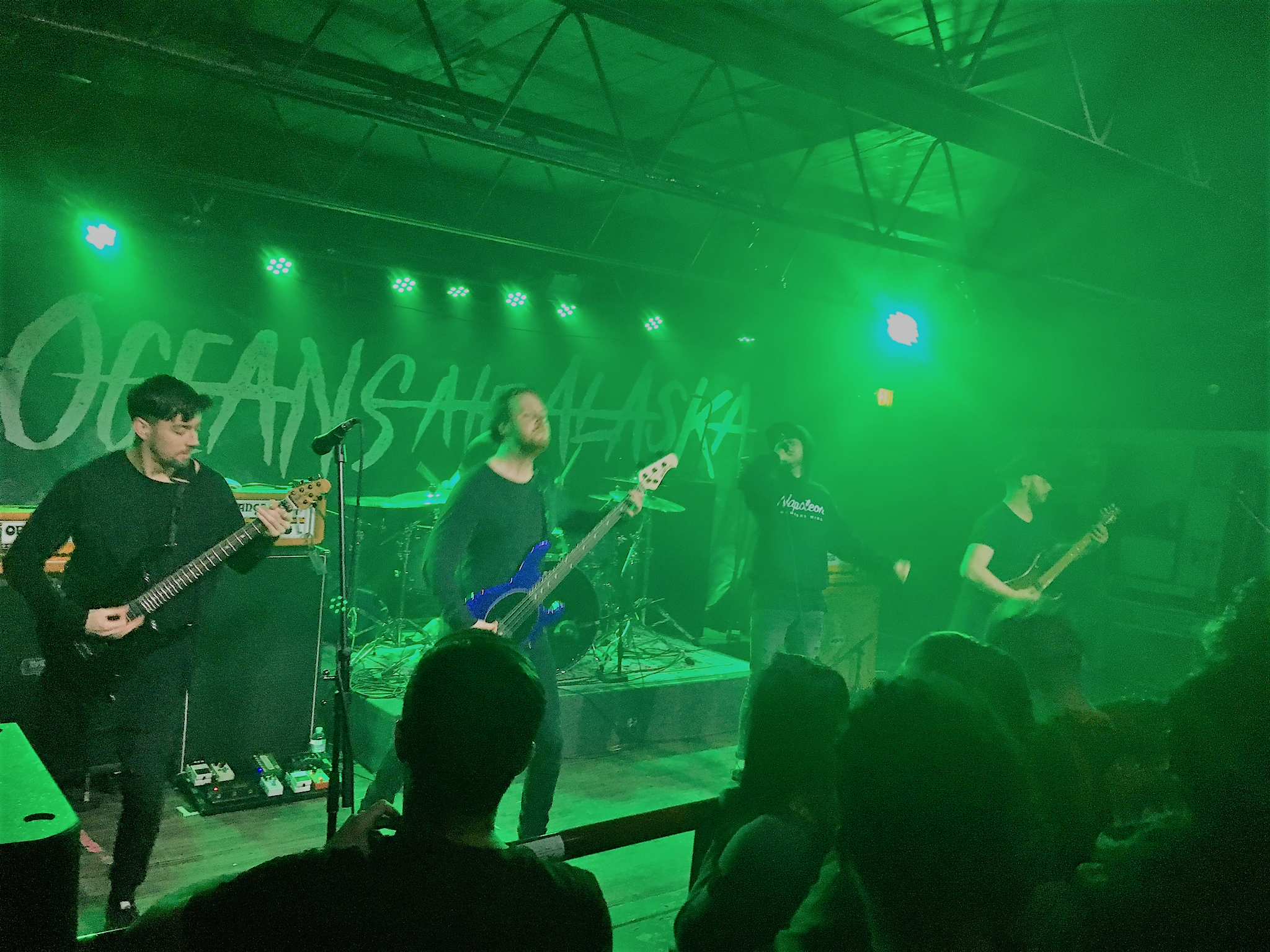
Oceans Ate Alaska, 2018 рік.

Гурт відіграв весь Vans Warped Tour 2016 року у Сполучених Штатах разом із такими колективами, як Atreyu, Sum 41, Wage War, Whitechapel, New Found Glory, The Word Alive і багатьма іншими.
16 грудня 2016 року гурт оголосив, що розійшовся з вокалістом Джеймсом Гаррісоном, але залишився з ним у хороших стосунках. Вони додали, що оголосять ім'я нового вокаліста в найближчі тижні.
3 лютого 2017 року гурт офіційно оголосив, що Джейк Ноакс замінить Гаррісона на посаді вокаліста. Гурт випустив наступну заяву з приводу заміни: «Нашим новим вокалістом став наш дуже близький особистий друг і неймовірно талановитий співак/скример Джейк Ноакс із Великобританії! Для нас велика честь виступати з ним відтепер, він абсолютний монстр!».
25 травня 2017 року гурт випустив «Covert», перший сингл з вокалом Ноакса.
9 червня 2017 року гурт офіційно оголосив, що їхній другий альбом Hikari вийде 28 липня і буде включати суміш японських інструментів з барабанщиком Крісом Тернером, заявивши: «Ми з величезною повагою ставимося до японської культури, особливо до їхньої музики» і «Ці унікальні і красиві інструменти надихнули нас на створення чогось абсолютно нового, і ми безмежно пишаємося кінцевим результатом!». Наступного дня лейбл Fearless Records випустив відео, в якому представив шанувальникам Oceans Ate Alaska Джейка Ноакса, нового вокаліста гурту.
28 липня 2017 року гурт випустив альбом Hikari, а також відеокліп на пісню «Hansha».
14 вересня 2017 року було оголошено, що гурт візьме участь на розігріві у турі Deadweight Tour Part Two масивної п'ятірки Wage War разом із Gideon, Varials і Loathe, який розпочався 24 листопада.
10 листопада 2017 року гурт випустив інструментальні видання альбомів Lost Isles і Hikari.
5 січня 2018 року гурт повідомив, що візьме участь у турі We Came As Romans «Cold Like War Tour» разом з The Plot in You, Currents і Tempting Fate.
15 серпня 2018 року було оголошено, що гурт відіграє на розігріві у Like Moths to Flames в їх осінньому турі «Dark Divine» разом із Phinehas і Novelists, який розпочався 8 листопада.
12 листопада гурт випустив кавер на пісню Стінга «Shape of My Heart», після чого барабанщик Кріс Тернер розповів про пісні, які врятували йому життя.
10 червня 2019 року гурт оголосив на своїй сторінці у Facebook, що наразі вони перебувають у студії і працюють над майбутнім третім альбомом.
27 серпня 2019 року гурт був оголошений учасником десятого ювілейного «Macmillan Fest» разом із 60 іншими музичними колективами. В рамках заходу відбудеться «Great British Grind-Off» — епічна битва гуртів, яка пройшла 7 вересня у Ноттінгемі.
11 листопада 2020 року гурт випустив нову пісню та відеокліп під назвою «Metamorph», в якому повідомив про повернення до гурту вокаліста-засновника Джеймса Гаррісона, а колишній вокаліст Джейк Ноакс офіційно оголосив про свій вихід на особистому акаунті в Instagram через бажання зосередитись на своєму тату-бізнесі.
1 липня 2022 року гурт випустив сингл «New Dawn», перший матеріал з 2020 року. 19 серпня 2022 року вони випустили ще один сингл, «Nova», яким анонсували майбутній альбом Disparity, що вийшов 1 вересня. За словами гітариста Джеймса Кеннеді, назва альбому походить від слова disparity, що означає «велика різниця»: «У цьому альбомі багато тем і історій з „похмурого світу“, викладених у ліриці». 20 січня 2023 року гурт випустив інструментальне видання альбому.

## Склад гурту
| - Джеймс Кеннеді — ритм-гітара, бек-вокал (з 2010), соло-гітара (з 2024) - Кріс Тернер — ударні (з 2010) - Майк Стентон — бас-гітара (з 2013) - Джоел Гейвуд — вокал (з 2024) | - Джош Солтгаус — гітара (2011—2012) - Алекс Гердлі — бас-гітара (2011) - Джордж Арванітіс — бас-гітара (2011—2012) - Метт Біл — бас (2012—2013) - Джейк Ноукс — вокал (2017—2020) - Джеймс Гаррісон — вокал (2011—2016, 2020—2024) - Адам Зиткєвіч — соло-гітара, бек-вокал (2012–2024) |

## Дискографія
| Студійні альбоми - Lost Isles (2015) - Hikari (2017) - Disparity (2022) Мініальбоми - Taming Lions (2011) - Into the Deep (2012) Демозаписи - «The Puppeteer» (2010) - «Reasons to Stare at the Sun» (2010) | Сингли/музичні кліпи - «Clocks» (2011) - «To Catch a Flame» (2012) - «No Strings» (2013) - «Blood Brothers» (2014) - «Floorboards» (2015) - «Vultures and Sharks» (2015) - «High Horse» (2016) - «Covert» (2017) - «Escapist» (2017) - «Hansha» (2017) - «Shape of My Heart» (2018) - «Metamorph» (2020) - «New Dawn» (2022) - «Nova» (2022) - «Sol» (2022) - «Endless Hollow» (2024) |